# براد نيلسون
براد نيلسون (بالإنجليزية: Brad Nelson)‏ هو لاعب كرة قاعدة أمريكي، ولد في 23 ديسمبر 1982 في ألجونا في الولايات المتحدة.

## وصلات خارجية
- براد نيلسون على موقع دوري كرة القاعدة الرئيسي (الإنجليزية)
- براد نيلسون على موقعبيزبول رفرنس.كوم (الدوري الرئيسي) (الإنجليزية)
- براد نيلسون على موقعبيزبول رفرنس.كوم (الدوري الثانوي) (الإنجليزية)
- براد نيلسون على موقع إي إس بي إن.كوم (أم.أل.بي) (الإنجليزية)
- براد نيلسون على موقع مشجعي الرسوم البيانية (الإنجليزية)